# Deportivo Córdoba Fútbol Sala
El Cajasur Deportivo Córdoba es un equipo de fútbol sala femenino de España de la ciudad de Córdoba, Andalucía. Fue fundado en 1984 y juega en la Segunda División de fútbol sala femenino.

## Historia
El Cajasur Deportivo Córdoba se crea en el año 1984, en un principio sólo con equipos masculinos de distintas categorías.
En 1996 se crea el equipo de Fútbol Sala Femenino con jugadoras procedentes del que fuera Campeón de España en 1984: Arycresa.
Desde 1999 el Club únicamente cuenta con la sección femenina.
El equipo femenino participó durante tres temporadas en la Liga Local que organizaba la Federación Cordobesa de Fútbol Sala consiguiendo varios títulos de liga y copa.
A partir de la temporada 1999-2000 el equipo se incorpora a la liga provincial que organiza la Federación Cordobesa de Fútbol. La obtención del título de Liga de la citada competición en la temporada 2000-2001 posibilita el ascenso a la Primera División Andaluza de Fútbol Sala. 
En la temporada 2004-05 Se logra el primer puesto en el campeonato de Primera División Andaluza. Récord de 26 victorias en 26 encuentros de liga disputados. En la fase de ascenso a División Honor disputada en Córdoba se gana al Torrepacheco de Murcia por 8 a 1 y ante el Funerarias Apóstol por 9 a 4, logrando el ascenso.
En la temporada 2008-09 se proclama campeón de Liga División de Honor Nacional, convirtiéndose en el único equipo de Córdoba que ha logrado el título de liga en la máxima categoría de cualquier deporte.
La 2009-10 es hasta hoy la temporada más exitosa de todas, Campeón de Liga División de Honor Nacional, Campeón de la Supercopa de España y campeón de la Copa Ibérica. También logra el subcampeonato de la Copa de España.
En la 2010-11 queda subcampeón de la Supercopa de España.
En la temporada 2012-13 retiraron al equipo de la Primera División por problemas económicos y pasó a jugar en la Primera Andaluza.
En la temporada 2015-16 se proclama campeón de la Primera Andaluza Femenina de Fútbol Sala sin perder ningún partido y jugar la fase de ascenso ganando en semifinales al Comarca de Níjar 0-4 y en la final al Martos FS por 0-6. También se crea la escuela de fútbol sala femenino del club con un equipo en Primera Andaluza Infantil quedando en una segunda posición en la liga.
Desde la temporada 2016-17 milita en la Segunda División Nacional, finalizando el 10º lugar en su regreso a la categoría de plata, y en 11.ª posición en 2017-18. En la campaña 2018-19 la entidad cajista cuenta con equipo en Segunda división, en Segunda Andaluza sénior y en categoría cadete.
En dicha temporada 2018-19, tras concluir en 4ª posición el curso anterior, el equipo se mantiene en Segunda división y disputa la Copa de SM La Reina. En 2019-20, la competición quedó interrumpida a causa de la expansión de coronavirus cuando el Deportivo Córdoba ocupaba la quinta plaza, que por la revisión de coeficientes supuso finalmente acabar en sexta posición.

## Palmarés
- Primera División Nacional: (2) 2008/09 y 2009/10
- Supercopa de España: (1) 2009
- Copa Ibérica: (1) 2009
- Copa Andalucía: (4) 2009, 2010, 2011 y 2020[3]